# Oranjekerk (Amsterdam)
De Oranjekerk is een protestants kerkgebouw in Amsterdam, bij het Sarphatipark in de wijk De Pijp, gebouwd in de jaren 1902-'03. De inwijding vond plaats op 11 september 1903. De architect was C.B. Posthumus Meyjes sr.
Begin jaren 90 waren er plannen om de kerk te slopen en te vervangen door nieuwbouw. Mede door protesten uit de buurt is er een plan gekomen om de buitenkant te restaureren en het gebouw anders in te richten en een deel te verhuren als kantoorruimte. In de jaren 1997-'99 was er een drastische verbouwing waarbij de binnenkant naar ontwerp van de architect Hans Wagner totaal is veranderd. De oude kerkzaal die het merendeel van het volume van het gebouw bevatte is verdwenen en vervangen door kleinere ruimtes waaronder een kleine kerkzaal, ontworpen door architect Leo Versteijlen, en een grote foyer, die toegankelijk is vanaf de 2e Van der Helststraat.
Sinds de verbouwing is er veel kunst in het gebouw te zien, waaronder van Ruudt Peters. Ook sinds 2000 is de kerktoren een rustplek en broedplaats voor gierzwaluwen in de zomermaanden.
De tuin van het gebouw, ook toegankelijk vanaf de straat, is gedeeltelijk ingericht als "Bijbelse tuin".
Een groot deel van de Oranjekerk wordt inmiddels gebruikt als kantoor. Voorheen werd het onder meer gebruikt door onder meer Warchild. Nadat Warchild eruitgroeide is de kerk verbouwd om twee nieuwe bedrijven te herbergen. Tegenwoordig zitten het theaterproductiebedrijf Hekwerk van Youp van 't Hek erin, tezamen met onlinemarketingbedrijf Kortingscode.nl.